# 拜蒂克洛區
拜蒂克洛區是斯里蘭卡東部省的一個區。面積2,463平方公里。2001年人口486,447人。首府拜蒂克洛。